# FK Modriča

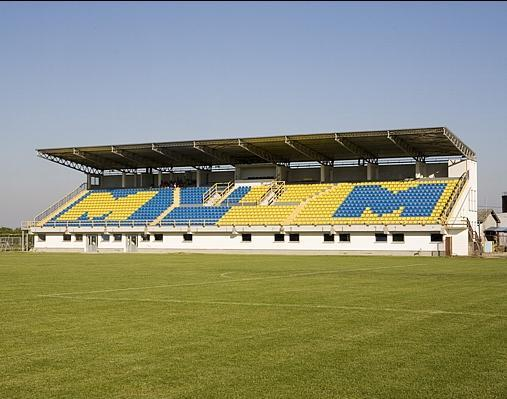
Stadion

FK Modriča (Servisch: ФК Модрича) is een Servisch-Bosnische voetbalclub uit Modriča. Om sponsorredenen speelde de clubvoor 2017 lange tijd als FK Modriča Maxima en daarna als FK Alfa Modriča. 
De club werd in 1921 opgericht. In het Joegoslavische tijdperk speelde de club in de lagere klassen. Na de onafhankelijkheid van Bosnië en Herzegovina speelde de club in de competitie van de Servische Republiek, deze competitie was echter niet officieel erkend door de UEFA. In 2002/03 werden de clubs wel toegelaten en toen werd de hoogste klasse van de Servische Republiek een 2de klasse in Bosnië. Modrica werd meteen kampioen en promoveerde zo naar de hoogste klasse (Premijer Liga). Het eerste seizoen was erg succesvol, de club werd 6de en haalde de beker binnen zodat het volgende seizoen Europees gespeeld werd. Daar versloeg de club een Andorrese club maar werd dan door Levski Sofia uitgeschakeld. Na een nieuwe 6de plaats in 2005 eindigde de club 4de in 2006. In het seizoen 2007/2008 werd de club kampioen van Bosnië-Herzegovina. Hierna ging het echter snel bergaf met een dertiende plaats het volgende seizoen en een degradatie in 2010. In 2015 degradeerde de club uit de tweede klasse. 

## Erelijst
- Premijer Liga
  - 2008
- Beker van Bosnië en Herzegovina
  - 2004

## Modriča in Europa
#Q = #kwalificatieronde, T/U = Thuis/Uit, W = Wedstrijd, PUC = punten UEFA coëfficiënten .
Uitslagen vanuit gezichtspunt FK Modriča
| Seizoen | Competitie       | Ronde | Land                | Club            | Totaalscore | 1e W    | 2e W    | PUC |
| ------- | ---------------- | ----- | ------------------- | --------------- | ----------- | ------- | ------- | --- |
| 2004/05 | UEFA Cup         | 1Q    | Vlag van Andorra    | FC Santa Coloma | 4-0         | 1-0 (U) | 3-0 (T) | 2.0 |
|         |                  | 2Q    | Vlag van Bulgarije  | Levski Sofia    | 0-8         | 0-5 (U) | 0-3 (T) | 2.0 |
| 2008/09 | Champions League | 1Q    | Vlag van Albanië    | Dinamo Tirana   | 4-1         | 2-0 (U) | 2-1 (T) | 2.0 |
|         |                  | 2Q    | Vlag van Denemarken | Aalborg BK      | 1-7         | 0-5 (U) | 1-2 (T) | 2.0 |

Totaal aantal punten aan UEFA coëfficiënten: 4.0